# Chinook Pass
Chinook Pass är ett bergspass i Antarktis. Det ligger i Västantarktis. Argentina, Chile och Storbritannien gör anspråk på området. Chinook Pass ligger 515 meter över havet.
Terrängen runt Chinook Pass är kuperad. Havet är nära Chinook Pass åt sydväst. Trakten är obefolkad. Det finns inga samhällen i närheten.